# Élia Eudócia
Élia Eudócia (em latim: Aelia Eudocia Augusta) foi uma Imperatriz-consorte romana do oriente, esposa do imperador Teodósio II. Eudócia foi uma importante figura história para entender a ascensão do cristianismo nos primeiros anos do que seria o Império Bizantino. Ela vivia num mundo onde o paganismo grego e o cristianismo existiam juntamente com outras formas de paganismo e seitas cristãs não-ortodoxas que estavam sendo perseguidas. Embora a obra de Eudócia tenha sido quase que totalmente ignorada pelos acadêmicos modernos, sua poesia e seus textos são um grande exemplo de como sua fé cristã e sua criação grega estavam imiscuídas, exemplificando o legado que os bizantinos deixaram para o mundo cristão.

## Primeiros anos
Eudócia nasceu por volta de 400 em Atenas, filha de um filósofo chamado Leôncio. Ele ensinava retórica na Academia, para onde convergiam pessoas de toda a região do Mediterrâneo para aprender ou ensinar. O seu nome de batismo era Atenais, uma homenagem à protetora da cidade Palas Atena. Seu pai era rico e tinha uma magnífica residência na Acrópole, dotada de um enorme pátio onde a jovem Atenais podia brincar quando criança. Ela tinha um dom para memorização e aprendeu rapidamente a poesia de Homero e Píndaro, que seu pai recitava para ela.
Quando ela tinha doze anos, sua mãe morre e ela passou a ajudar o pai, tendo como responsabilidades as tarefas da casa, a criação dos irmãos e os cuidados com ele. Atenais tinha dois irmãos, Géssio e Valério, que posteriormente seriam recompensados na corte pela irmã e pelo cunhado imperador. Em troca, seu pai passava quase todo o tempo ensinando-lhe retórica, poesia e filosofia. Ele ensinou para ela a "virtude socrática da sabedoria, a moderação" e previu que ela teria um grande destino. Os ensinamentos e seu papel como pai fizeram muito para ajudá-la na conquista deste destino. Ele era tudo na vida de Atenais e, quando ele morreu em 420, ela ficou devastada. Mais devastador, contudo, foi a descoberta de que, em seu testamento, o pai havia deixado tudo para os irmãos e, para ela, havia apenas 100 moedas de ouro com a indicação de que "suficiente para ela é o seu destino que será maior do que o de qualquer mulher". A frase incomodou Atenais ainda mais, pois ela não considerava justa sua herança. Ela havia sido a confidente do pai e esperava mais do que 100 moedas. Ela implorou aos irmãos para que fosse justos e lhe dessem uma parte igual das propriedades, mas eles se recusaram.
Atenais foi então viver com uma tia, que lhe recomendou que fosse até Constantinopla para "pedir justiça ao imperador", a única forma de receber sua porção justa na herança do pai.

## Imperatriz
Conta a lenda que quando Teodósio II (r. 408–450) tinha vinte anos de idade, ele quis se casar. Ele pediu à irmã, Pulquéria, que então começou a procurar por uma donzela adequada para o irmão e que fosse "de sangue patrício ou imperial". Seu amigo de infância, Paulino, ajudou Teodoro na busca. A busca por uma noiva começou, fortuitamente, na mesma época que Atenais chegou na capital. Pulquéria havia ouvido falar desta jovem que tinha apenas 100 moedas em seu nome e, quando ela a encontrou, ficou "perplexa com sua beleza, sua inteligência e a sofisticação com que ela apresentou sua reclamação". Falando posteriormente com o irmão, ela disse "ter encontrado uma jovem, uma donzela grega, muito bela, pura e delicada, eloquente também, a filha de um filósofo", e o jovem Teodósio, que estava cheio de desejo e apetite, se apaixonou instantaneamente.
Atenais fora criada pagã e teve que se converter ao cristianismo para se casar com Teodósio. O imperador a renomeou para Eudócia e a tomou como esposa. A cerimônia ocorrem em 7 de junho de 421 e "houve relatos de que Teodósio celebrou seu casamento com corridas de bigas no Hipódromo". Os irmãos da noiva, que havia rejeitado-a depois da morte do pai, estavam agora temerosos da punição que achavam que iam receber quando ela fosse a imperatriz e, por isso, fugiram. Porém, ao invés de puni-los, Eudócia chamou-os até a capital e Teodósio os recompensou. Ele fez de Géssio o prefeito pretoriano da Ilíria e de Valério, um mestre dos ofícios. Eles foram recompensados por que Eudócia acreditava que as ações maldosas deles se baseavam na inveja que eles teriam de seu destino e não de uma vingança maliciosa. Teodósio também recompensou Paulino por ter ajudado-o a encontrar uma esposa. Contudo, esta história de "gata borralheira", apesar das alegações de veracidade e de ser aceita por alguns historiadores, leva os estudiosos a acreditarem que o conto tenha sido fabricado por conta da riqueza de detalhes com que o romance foi retratado. A primeira versão da história apareceu mais de um século depois da morte de Eudócia, na "Crônica do Mundo" de João Malalas, um autor que nem sempre soube distinguir a história autêntica da memória popular dos eventos infundidos de motivos folclóricos. Os fatos são que ela era filha de Leôncio e se chamava de fato Atenais, segundo Sócrates Escolástico e um outro historiador contemporâneo, Prisco de Pânio. Porém, eles nada citam sobre o papel de Pulquéria como casamenteira do irmão. Os historiadores Sozomeno e Teodoreto não incluem Eudócia em suas histórias por terem escrito depois que ela caiu em desgraça.

### Filhos
Eudócia teve três filhos com Teodósio IIː
- Licínia Eudóxia (n. 422), a primogênita. Ela foi prometida ao primo, o imperador romano do ocidente Valentiniano III (r. 425–455) desde o nascimento e se casou com ele em 29 de outubro de 437.[9]
- Flácila, que morreu jovem em 431.[10]
- Arcádio, o único menino, morreu bebê.

Foi somente um ano depois do nascimento da primeira filha que Eudócia foi proclamada augusta pelo marido, em 2 de janeiro de 423.

### Peregrinação

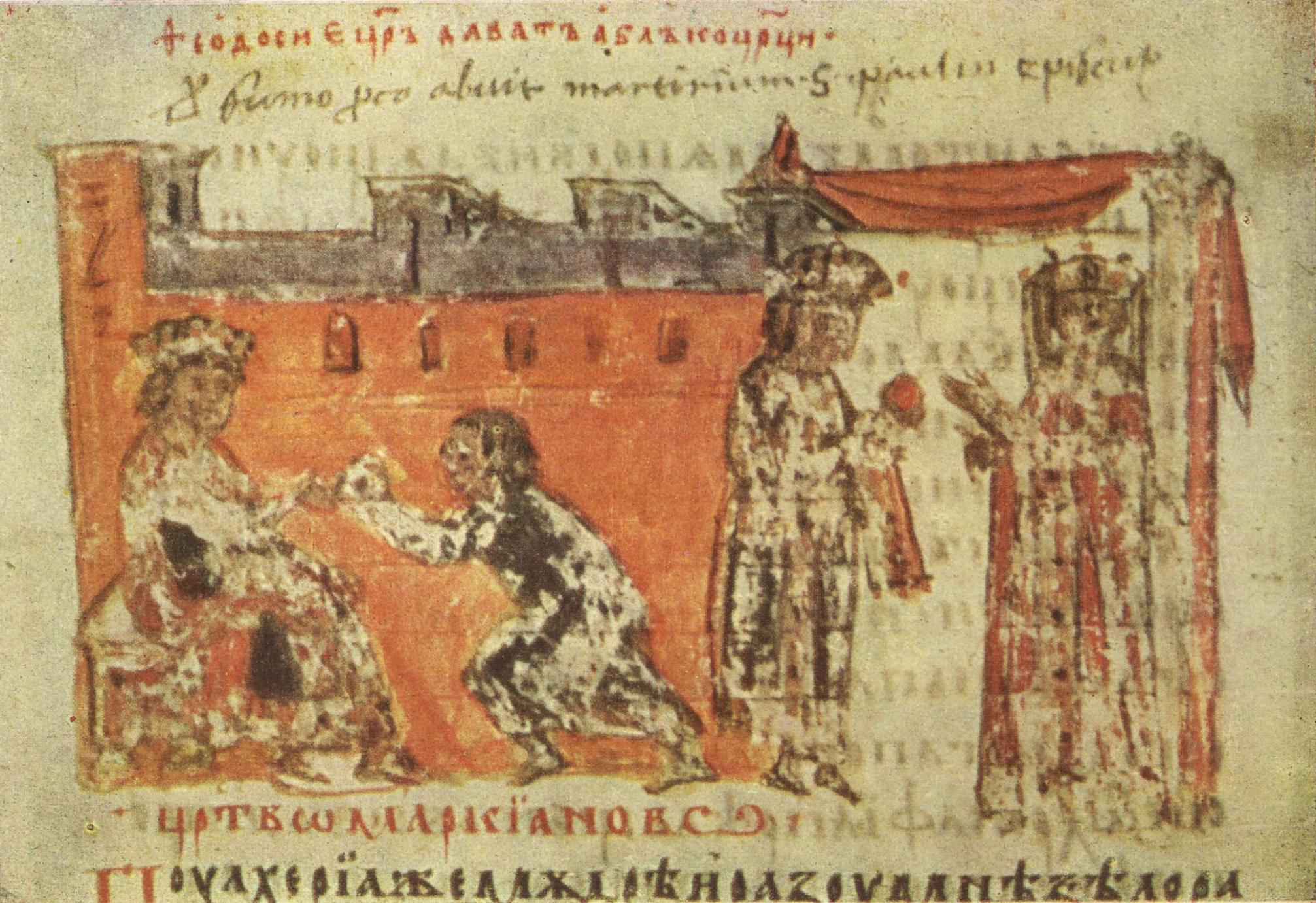
Teodósio II r. e Eudócia.
Iluminura na Crônica de Constantino Manasses.

Ao ser nomeada augusta, Eudócia sucedeu à cunhada, Pulquéria, que já detinha o título desde 414. A relação entre as duas mulheres foi de rivalidade pelo poder. Eudócia tinha ciúmes do poder que Pulquéria tinha na corte enquanto que esta tinha ciúmes do poder que Eudócia poderia reivindicar dela. A relação criou uma "atmosfera piedosa" na corte e é provavelmente a explicação para o motivo pelo qual Eudócia viajou para a Terra Santa em 438. O relacionamento com o marido se deteriorou e, depois de insistentes pedidos de Melânia, uma rica viúva palestina e amiga de Eudócia, Teodósio permitiu que ela fosse.
No caminho, ela parou em Antioquia, onde "ela discursou um encômio de Antioquia perante o Senado da cidade, fazendo uso de hexâmetros homéricos. Nele, ela incluiu a frase 'De nossa orgulhosa linhagem e sangue eu reivindico ser'". O estudo histórico "Imperatrizes Teodosianas. Mulheres e Dominação Imperial na Antiguidade Tardia" (1982), de Kenneth Holum, propôs ainda que Leôncio seria um nativo de Antioquia ao invés de Atenas, baseando-se na "ligação tradicional" entre as duas cidades e os seus filósofos. O argumento é considerado duvidoso, assim como a atividade de construção de Eudócia nos anos 420 focada em Atenas, em vez de Antioquia. Segundo eles, o nome original de Eudócia pode ter sido uma homenagem à grande cidade de Atenas, mas ela teria nascido em Antioquia, apesar das histórias tradicionais. Os cidadãos da cidade receberam suas mensagem com uma atitude positiva e ela os convenceu a "erguerem duas estátuas em sua homenagem, uma em ouro na cúria e outra em bronze no museu".
Eudócia também convenceu o marido a "estender as muralhas de Antioquia para abarcarem também um grande subúrbio". Além disso, ela também influenciou a política estatal a respeito dos pagãos e judeus sob o reinado do marido e utilizou-se de sua influência para protegê-los da perseguição, incitada principalmente por Pulquéria. Eudócia também defendia uma "reorganização e expansão" da educação em Constantinopla. Ela fora criada e educada numa educação clássica e tradicional sofista em Atenas, mas o objetivo dela era mesclar a educação clássica pagã com o cristianismo. Esta foi a sua forma de utilizar seu poder como imperatriz para honrar professores e a educação, coisas muito importantes em sua vida.

### Banimento
Rumores contam que Eudócia foi banida da corte no final de sua vida por adultério. Teodósio suspeitava que ela estava tendo um caso com seu amigo de infância e conselheiro Paulino. De acordo com João Malalas, Teodósio havia dado a Eudócia uma grande maçã frígia como presente. Um dia, Paulino mostrou ao imperador a mesma maçã, sem saber que o imperador a tinha dado à esposa. Ele a reconheceu e confrontou Eudócia, que jurou tê-la comido. As negativas de Eudócia fizeram com que o imperador acreditasse que ela teria se apaixonado por Paulino e estivesse tendo com ele um caso. A maçã seria o símbolo do amor dos dois. Teodósio mandou matar Paulino e dispensou Eudócia da corte em 443. Ela viveu a última parte de sua vida em Jerusalém, dedicada às suas obras literárias.

### Morte
Eudócia morreu em 20 de outubro de 460 e foi enterrada em Jerusalém, na Igreja de Santo Estêvão. A imperatriz jamais retornou para a corte em Constantinopla, mas "manteve sua dignidade imperial e se dedicou a programas euergéticos".

## Obras literárias

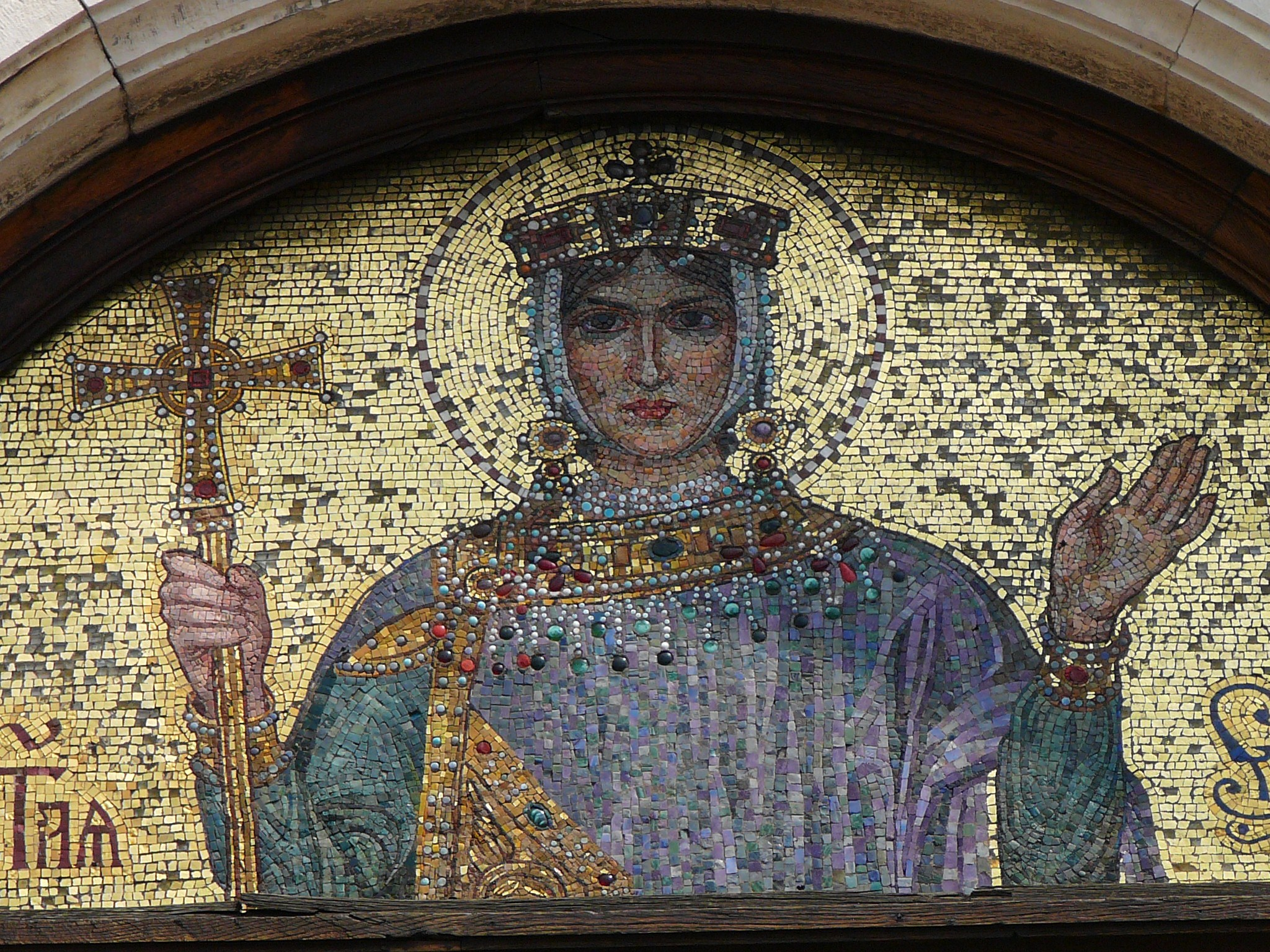
Imperatriz Élia Eudócia
Mosaico na Catedral de Alexander Nevsky, em Sófia, Bulgária.

Ainda que Eudócia tenha escrito muita coisa depois de ter deixado a corte, apenas umas poucas obras suas sobreviveram. Ela "escreveu em hexâmetros, que é o verso da poesia épica, sobre temas cristãos". Ela escreveu um poema chamado "Martírio de São Cipriano", em dois livros, do qual restam 800 linhas e uma inscrição de um poema nos banhos em Hammat Gader. Sua obra literária mais estudada é seu cento homérico, que foi analisado recentemente por uns poucos acadêmicos modernos como Mark Usher e Brian Sower. Eudócia é uma poeta pouco estudada e tem sido negligenciada por causa da "falta de um texto completo e autoritativo".

### Martírio de São Cipriano
Há três livros (ou volumes) para este poema épico que conta a história de como "Justa, uma virgem cristã, derrotou o mago Cipriano através de sua fé em Deus. Cipriano havia sido contratado por Agláidas para forçar Justa a amá-lo. Ele termina com a conversão de Cipriano, sua rápida ascensão ao posto de bispo, e com Justa se tornando uma diaconisa, com o novo nome de Justina". A história é completamente fictícia, embora paralelos entre a personagem de Eudócia, Justa, e a própria autora sejam interessantes, pois ambas são cristãs convertidas e mudaram seus nomes depois da conversão. Embora parte do texto tenha se perdido, a maior parte foi parafraseada por Fócio.

### Centos homéricos
Os centos homéricos que Eudócia escreveu são seus poemas mais populares e mais analisados por acadêmicos modernos. Os centos de Eudócia, em particular, são os maiores conhecidos e consistem de 2 344 linhas; Os centos são uma clara representação de quem era Eudócia e no que ela acreditava. Ela escreveu um poema épico combinando sua educação clássica ateniense (os centos homéricos), mas adicionando histórias do Gênesis e outras do Novo Testamento sobre a vida de Jesus.
Mark Usher analisou o poema para entender por que Eudócia escolheu utilizar temas homéricos como meio de expressar suas interpretações bíblicas. De acordo com ele, ela precisava expressar as experiências humanas relacionadas com a Bíblia. Ela utilizou temas da Ilíada e da Odisseia por que "eles continham tudo que Eudócia precisava para contar uma história do evangelho. Sempre que Eudócia precisava expressar grandeza, dor, confiabilidade, enganos, beleza, sofrimento, pesar, reconhecimento, compreensão, medo ou assombro, ela sempre encontrava uma passagem de Homero na memória pronta para ser utilizada". A poesia homérica de Eudócia é essencial para compreendê-la como uma cristã nos primórdios do Império Bizantino e também para entender seu papel como imperatriz.